# شريط جنوم
شريط جنوم هو مشغل شكلي للغاية وشريط مهام لجنوم. فهو يشكل جزءا أساسيا من سطح المكتب جنوم. من خلاله تستطيع الوصول إلى التطبيقات وتشغيلها. تم استبداله في الإصدار الثالث من جنوم بجنوم شل، والذي يعمل فقط مع مدير النافذة مورر. شريط جنوم يعمل في الوضع عندما لا يتم فتح مورر، على الرغم من انه ما زال بالإمكان تفعيله إذا كان المستخدم يرغب في استخدامه والعودة إلى الشكل التقليدي لجنوم شل.